# دونا روبنسون ديفاين
دونا روبنسون ديفاين (بالإنجليزية: Donna Robinson Divine)‏ هي عالمة سياسة أمريكية، ولدت في 1941.